# أغنيس بروكنر
أغنيس بروكنر (بالإنجليزية: Agnes Bruckner) مواليد 16 أغسطس 1985 في هوليوود، كاليفورنيا، الولايات المتحدة، هي ممثلة أمريكية بدأت مسيرتها الفنية عام 1996.

## وصلات خارجية
- أغنيس بروكنر على موقع IMDb (الإنجليزية)
- أغنيس بروكنر على موقع ألو سيني (الفرنسية)
- أغنيس بروكنر على موقع أول موفي (الإنجليزية)
- أغنيس بروكنر على موقع قاعدة بيانات الأفلام السويدية (السويدية)
- أغنيس بروكنر على موقع إن إن دي بي (الإنجليزية)
- أغنيس بروكنر على موقع قاعدة بيانات الفيلم (الإنجليزية)
- أغنيس بروكنر على موقع كينوبويسك (الروسية)